# Canal de la Vidarça
La Canal de la Vidarça és un torrent afluent per l'esquerra de l'Aigua de Valls a la Vall de Lord i que realitza tot el seu recorregut dins del terme municipal de Guixers, amb excepció dels seus primers 300 metres que transcorren pel terme de Navés.
Neix sota els cingles de la Serra de Busa, a la canal de Casa Vila, a 1.340 m. d'altitud. El seu recorregut és de 1,98 km fins a abocar les seves aigües al pantà de la Llosa del Cavall 470 m. aigües avall del Molí del Guix.
Tota la seva conca està integrada en el Pla d'Espais d'Interès Natural (PEIN) de la Generalitat de Catalunya i més concretament en l'espai Serres de Busa-Els Bastets-Lord.